# Vianorte
Vianorte S/A foi uma concessionária de rodovias no Estado de São Paulo, pertencente a Arteris. Administrou de 6 de março de 1998 à 17 de maio de 2018 uma malha rodoviária de 236,6 quilômetros, em 15 municípios na região centro-norte do estado de São Paulo, sendo substituída pela Entrevias Concessionária de Rodovias.

## Rodovias administradas
Administrou os seguintes trechos rodoviários:
- SP-330 - Rodovia Anhangüera - 131,25km - de Ribeirão Preto (km:318,5) até Igarapava (km:449,75);
- SP-322 - Rodovia Attílio Balbo - 9,0km - de Ribeirão Preto (km:335,0) até Sertãozinho (km;335,0);
- SP-322 - Rodovia Armando de Salles Oliveira - 55,5km - de Sertãozinho (km:335,0)) até Bebedouro (km;390,05)
- SP-322 - Anel Viário Sul - 18,41km - anel viário de Ribeirão Preto (km:307,59) até (km:326,0)
- SP-328 - Anel Viário Norte - 13,88km - anel viário de Ribeirão Preto (km:323,13) até (km:337,01)
- Avenida dos Bandeirantes - 8,85km - avenida em Ribeirão Preto (km:0,0) até (km:8,55)